# Jieho Lee
Pour les articles homonymes, voir Lee.
Jieho Lee (이지호), né en 1973 à New York, est un réalisateur américain d'origine coréenne.

## Biographie
Il a étudié à la Harvard Business School comme compromis à son choix de devenir réalisateur vis-à-vis de ses parents qui souhaité avoir des « assurances » sur son futur.

## Filmographie
- The Air I Breathe (2007)